# Tomás Gómez Colloca
Tomás Gómez Colloca (Buenos Aires, Argentina, 19 de julio de 2000) es un baloncestista argentino que se desempeña como alero en Institución Sarmiento de La Liga Federal de la Argentina.

## Carrera profesional
Formado en la cantera de River Plate, comenzó a jugar en el equipo mayor a partir de 2015. Tras cinco temporadas como ficha juvenil en ese club, en enero de 2021 se unió a All Boys. A mitad de año fue contratado por Unión de Mar del Plata para disputar el tramo final del Torneo Federal de Básquetbol. Al concluir el certamen, retornó a River Plate.
En julio de 2022 se anunció el regreso de Gómez Colloca a Unión de Mar del Plata, con el objetivo de ayudar a que el equipo alcanzase La Liga Federal. Tras ganar el torneo de tercera división con su equipo, Gómez Colloca jugó una temporada de La Liga Argentina, dejando en agosto de 2024 a Unión de Mar del Plata para unirse a Kimberley de Mar del Plata.

### Clubes
- Actualizado hasta el 11 de marzo de 2025.

| Club                       | País      | Año             |
| -------------------------- | --------- | --------------- |
| River Plate                | Argentina | 2015 - 2020     |
| All Boys                   | Argentina | 2021            |
| Unión de Mar del Plata     | Argentina | 2021            |
| River Plate                | Argentina | 2021 - 2022     |
| Unión de Mar del Plata     | Argentina | 2022 - 2024     |
| Kimberley de Mar del Plata | Argentina | 2024            |
| Institución Sarmiento      | Argentina | 2025 - Presente |

## Selección nacional
Gómez Colloca ha representado a su país a nivel internacional como miembro de la selección de baloncesto 3x3 de Argentina, en los Juegos Panamericanos Juveniles de 2021 en Colombia y en la FIBA 3x3 AmeriCup de 2021 en Estados Unidos. 